# Kellogg Casey
Kellogg Kennon Venable Casey (* 17. September 1877 in New York City; † 18. Oktober 1938 in Wilmington, Delaware) war ein US-amerikanischer Sportschütze.

## Erfolge
Kellogg Casey nahm an den Olympischen Spielen 1908 in London teil, bei denen er in zwei Disziplinen antrat. In der Distanz über 1000 Yards mit dem Freien Gewehr belegte er mit 93 Punkten den zweiten Platz und sicherte sich so hinter Joshua Millner und vor Maurice Blood die Silbermedaille. Mit dem Armeegewehr war er Teil der US-amerikanischen Mannschaft, die über sechs verschiedene Distanzen vor Großbritannien und Kanada Olympiasieger wurde. Neben Casey gewannen außerdem William Leushner, William Martin, Charles Winder, Ivan Eastman und Charles Benedict die Goldmedaille. Mit 423 Punkten war er der viertbeste Schütze der Mannschaft.
Casey kämpfte als Mitglied des 71st Infantry Regiment im Spanisch-Amerikanischen Krieg. Er war Vertriebsdirektor für Militärgerät bei DuPont, wo er über 30 Jahre lang arbeitete.